# Mnemosyne (anime)
Pour les articles homonymes, voir Mnémosyne (homonymie).
Mnemosyne (ムネモシュネの娘たち, Mnemosyne no Musume-tachi, trad. litt. Les filles de Mnémosyne) est un anime composé de 6 OAV. Elle a été diffusée en 2008 sur AT-X pour la fête du 10e anniversaire de la chaîne.

## Synopsis
Mnemosyne propose de suivre la vie de Asōgi Rin, détective privé de Shinjuku dans un arc temporel de 1990 à 2055.
Hiroshi Ohnogi plonge immédiatement le spectateur dans un univers d'arrière cours extrêmement sombre montrant l'assassinat de l'héroïne après une course poursuite effrénée. Il ne s'agira pourtant que d'une mort parmi tant d'autre.
Les enquêtes de Rin l'amèneront à travailler sur toutes sortes d'affaires, de la manipulation génétique à la capture d'un chat perdu.
Celle-ci est aidée dans ses enquêtes par Mimi, qui lui sert aussi bien de secrétaire que de pirate informatique, sans oublier les moments alcoolisés.

## Les personnages
Rin Asōgi (麻生祇燐, Asōgi Rin)
Voix japonaise : Mamiko Noto
Personnage principal de la série. Rin est une inspectrice compétente ainsi qu'une combattante hors pair. Elle démontrera ses aptitudes dans les deux domaines tout au long de la série.
Mimi (ミミ)
Voix japonaise : Rie Kugimiya
Mimi a l'apparence d'une jeune adolescente, mais est bien plus âgée qu'elle en a l'air. Elle est une génie de l'informatique et utilise ses talents en tant qu'assistante de Rin. Les relations entre les deux ne se limitent pourtant pas là…
Laura (ローラ, Rōra)
Voix japonaise : Sayaka Ōhara
Laura est une tueuse engagée par Apos afin de tuer Rin. Cependant, sa mission tournera en obsession après ses multiples tentatives.
Apos (エイポス, Eiposu)
Voix japonaise : Akira Ishida
Antagoniste de la série et employeur de Laura, Apos est un ennemi mystérieux désirant s'emparer de Rin. Ses objectifs précis et la nature de ses pouvoirs ne sont révélés que dans les deux derniers épisodes.
Sayara Yamanobe (山之辺沙耶羅, Yamanobe Sayara)
Voix japonaise : Rie Tanaka
Sayara est la patronne de la firme pharmaceutique Sayara. Les expériences inhumaines qu'elle y a conduites sont intimement liées au passé de Kōki.
Kōki Maeno (前埜光輝, Maeno Kōki)
Voix japonaise : Nobuyuki Hiyama
Kōki rencontrera Rin au détour d'une ruelle, peu après l'explosion suspecte d'un camion dans les rues de Tokyo. Il se fait alors attaquer par un groupe d'hommes armés, apparemment mafieux. Il engagera Rin pour enquêter sur son passé, ce qui, à la fin du premier épisode, lui révélera un bien sombre secret.
Yuki Maeno (前埜有紀, Maeno Yuki)
Voix japonaise : Yoshino Takamori
Yuki rencontrera Kōki dans l'épisode 2, où elle lui demande d'enquêter sur son frère et un "ange" qu'elle aurait aperçu. Ils seront mariés après le bond temporel entre les épisodes 2 et 3.
Tamotsu Yanagihara (柳原保, Yanagihara Tamotsu)
Voix japonaise : Yasunori Matsumoto
Tamotsu est un agent de police et sert d'informateur de première classe pour Rin. Il n'a cependant pas l'intention d'être vu en sa compagnie, ce qu'il ne manque pas de lui rappeler.

## Light novel
Une adaptation en light novel nommé Mnemosyne no Musumetachi 2008 (ムネモシュネの娘たち2008) a été prépublié dans le magazine Charano! de l'éditeur Hobby Japan entre janvier et septembre 2008. Le light novel est écrit par l'auteur de l'anime Hiroshi Ōnogi et illustré par Chūō Higashiguchi.

## Manga
Une adaptation en manga de deux chapitres illustrée par Miss Black a été prépublié dans le magazine Comic Valkyrie de l'éditeur Kill Time Communication entre le 27 mai 2008 et le 26 juillet 2008,.

## Anime

### Fiche technique
- Studio d'animation : Xebec et Genco
- Directeur : Shigeru Ueda
- Scénariste : Hiroshi Ohnogi
- Character design : Mitsuru Ishihara
- Character design original : Chuuou Higashiguchi
- Musiques : Takayuki Negishi

Écrit par Yama-B, composé par Syu et chanté par Galneryus :
- Opening : « Alsatia »
- Ending : « Cause Disarray »

### Liste des épisodes
| No | Titre français               | Titre japonais       | Titre japonais                | Date de 1re diffusion |
| No | Titre français               | Kanji                | Rōmaji                        | Date de 1re diffusion |
| -- | ---------------------------- | -------------------- | ----------------------------- | --------------------- |
| 1  | Le chat ne rit pas           | 猫は笑わない         | Neko wa Warawanai             | 3 février 2008        |
| 2  | L'ange ne pleure pas         | 天使は啼かない       | Tenshi wa Nakanai             | 2 mars 2008           |
| 3  | Les fleurs ne pleurent pas   | 花は涙を流さない     | Hana wa Namida o Nagasanai    | 6 avril 2008          |
| 4  | Les fantômes ne crient pas   | 幽霊は叫ばない       | Yūrei wa Sakebanai            | 4 mai 2008            |
| 5  | La nuit sacrée ne brille pas | 聖夜は輝かない       | Seiya wa Kagayakanai          | 1er juin 2008         |
| 6  | Vers les portes du royaume…  | そして王国の扉へと…… | Soshite Ōkoku no Tobira heto… | 6 juillet 2008        |

## Produits dérivés

### DVD
Dybex, qui détient les droits de la série, va éditer un coffret DVD intégral VO/VF sous le titre Rin : Les Filles de Mnemosyne :
1. Coffret 2 DVD regroupant les 6 OAV sortira le 25 avril 2012[5]